# Adarrus antennalis
Adarrus antennalis är en insektsart som beskrevs av Haupt 1924. Adarrus antennalis ingår i släktet Adarrus och familjen dvärgstritar. Inga underarter finns listade i Catalogue of Life.